# Раздольное (Смирныховский городской округ)
Раздо́льное — село в Смирныховском городском округе Сахалинской области России.

## География
Село находится на берегу реки Буюклинка, находится на расстоянии 21 км к югу от посёлка городского типа Смирных, административного центра округа.

## История
До 1945 года принадлежало японскому губернаторству Карафуто и называлось Хоэсавасёкуминти (яп. 保恵沢殖民地). После передачи Южного Сахалина СССР селу 15 октября 1947 года возвращено прежнее русское название. Но на топографической карте 1944 года какой-либо населённый пункт на месте села не обозначен. Село Раздолье образовано в 1962 году решением облисполкома от 10 апреля 1962 года № 137 «О присвоении наименований вновь возникшим населённым пунктам и переименовании некоторых населённых пунктов области». В 1965 году переименовано Раздольное.

## Население
| 2002 | 2010 | 2013 | 2021 |
| ---- | ---- | ---- | ---- |
| 31   | ↘25  | ↗26  | ↘17  |

### Половой состав
Согласно результатам переписи 2002 года, в селе проживал 31 человек (13 мужчин и 18 женщин).

### Национальный состав
Согласно результатам переписи 2002 года, в национальной структуре населения русские составляли 94 % из 31 чел.